# جمهورية الدومينيكان في الألعاب الأولمبية

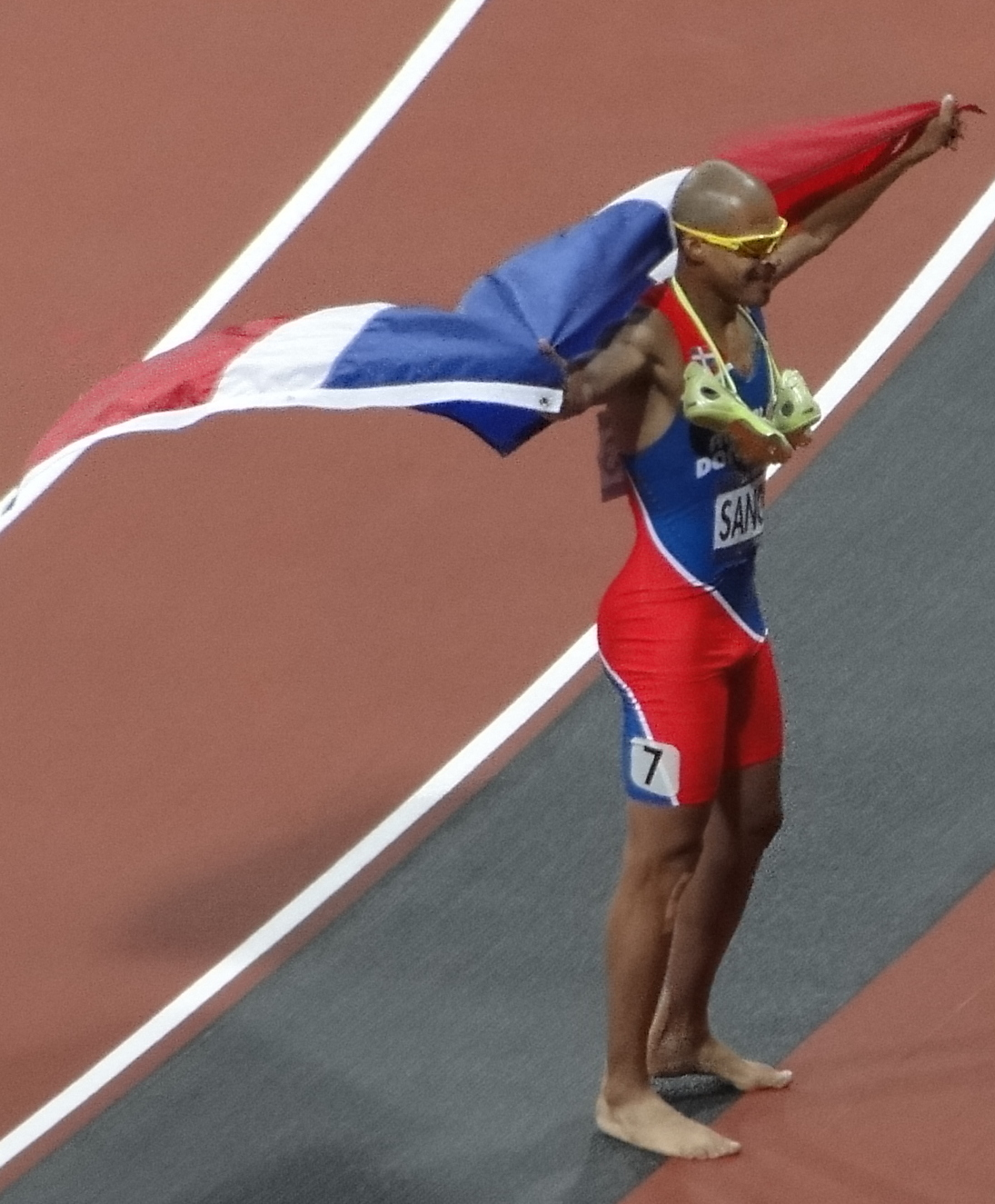

جمهورية الدومينيكان في الألعاب الأولمبية، حيث تعد الألعاب الأولمبية هي من أهم الأحداث الرياضية في جمهورية الدومينيكان، تقوم اللجنة الأولمبية الدومينيكية بالإشراف في شؤون مشاركة جمهورية الدومينيكان في الألعاب الأولمبية، شاركت جمهورية الدومينيكان أول مرة في الألعاب الأولمبية في دورة 1964 في طوكيو في اليابان، فازتن الدومينيكا حتى الآن في مشوارها في الألعاب الأولمبية الصيفية بمجموع 6 ميداليات في الألعاب الأولمبية الصيفية منها 3 ذهبية و2 فضية و1 برونزية، وأكثر الرياضات التي تنافس فيها ألعاب القوى وخصوصاً سباقات المسافات القصيرة والملاكمة والتايكواندو.

## روابط خارجية
- الأبطال الأولمبيون موقع اللجنة الأولمبية الدولية
- Republic موقع اللجنة الأولمبية فرع جمهورية الدومينيكان